# Tiergarten Worms
Koordinaten: 49° 36′ 57″ N, 8° 22′ 17″ O
Der Tiergarten Worms ist ein Zoo im Naherholungsgebiet Bürgerweide in der Stadt Worms. Er wurde 1972 eröffnet und ist ca. 8,5 ha groß. Es werden 80 Arten mit über 500 Tieren gezeigt. Der Schwerpunkt des Tiergartens ist die Haltung und Zucht alter Haustierrassen, wie Glanrinder, Bunte Bentheimer Schweine, Thüringer Waldziegen und Süddeutsche Kaltblutpferde, die in einem begehbaren Schaubauernhof untergebracht sind. Aber auch exotische Vertreter sind im Tiergarten zu sehen.

## Zoologische Anlagen
Der Tiergarten Worms ist in mehrere thematische Bereiche aufgeteilt:
Die Südamerika-Anlage ist ein Themenbereich, der Ende 2015/Anfang 2016 eröffnet wurde, nachdem die dortigen alten Gehege aus den 1970er Jahren abgerissen worden waren. Zu den Tierarten, die diesen Teil des Tiergartens bewohnen, gehören Alpakas, Südamerikanische Nasenbären, Pampashasen und Nandus, die gemeinsam in einer größeren, sich den Besucherweg entlangziehenden Anlage vergesellschaftet sind. Ebenfalls innerhalb der Südamerika-Anlage befinden sich Chileflamingos.

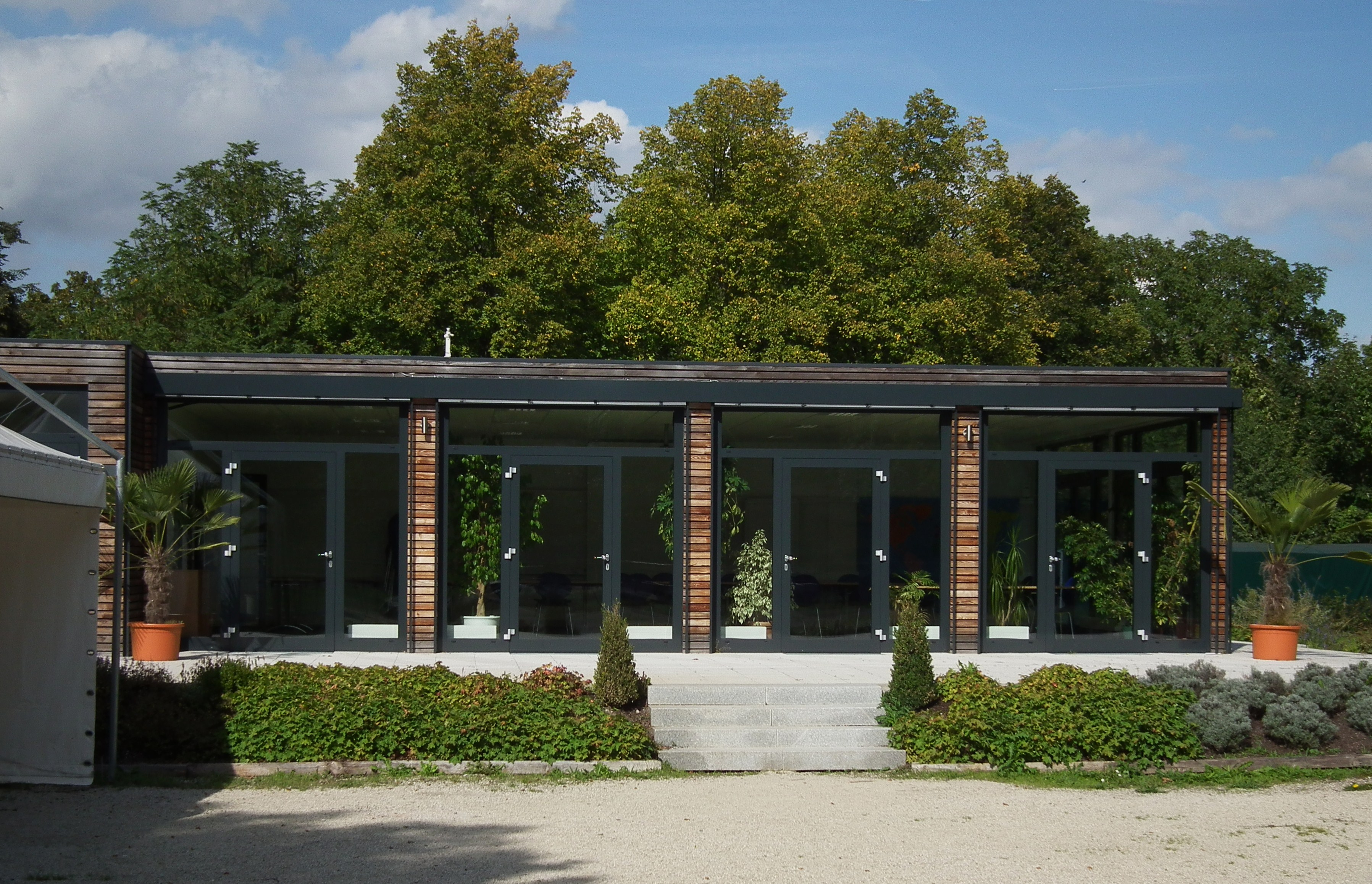
Tiergartenschule auf der zentralen Wiese

Im angrenzenden Exoten-Bereich findet sich das Exotenhaus, das letztmals 2016 erweitert wurde. Dabei wurde der Außenbereich der Kattas erweitert und die Tiere wurden mit Roten Varis vergesellschaftet. Die Gesamtkosten der Erweiterung beliefen sich auf fast 30.000 Euro, die mitunter von der Sparkasse Worms-Alzey-Ried finanziert wurden. Ebenfalls, neben den Lemuren, im Exotenhaus ansässig sind Kurzohrrüsselspringer, Königspython, Rollschwanzleguan, Felswaran, Pantherchamäleon, Schmuckhornfrosch, Goldaguti, Degus, ein Grüner Leguan und diverse Tropenfische. Im gleichen Bereich finden sich zudem ein Braunborstengürteltier und Weißkopf-Büschelaffen. Angrenzend kann der Besucher Einblick in einige Volieren erhalten, wo man den Roten Sichler, den Kuhreiher, den Afrikanischen Löffler und den Hagedasch ansehen kann. Dort befindet sich außerdem eine Voliere mit Aras und dem Kolkraben. Das alte Kaninchengehege wurde abgerissen; die ehemaligen Bewohner leben nun im neuen Hühnerhof beim Schaubauernhof.
Der Afrika-Bereich beherbergt Mantelpaviane und eine Erdmännchenkolonie. Durch das Projekt „Afrikanischer Traum“ wurde die Außenanlage der Paviane vergrößert und ein Safari-Auto für die Besucher eingebaut. Außerdem entstand ein neues Gehege für Mähnenspringer, die ehemals am Bauernhof lebten. Auf der Fläche der alten Mähnenspringer-Anlage soll nun der Streichelzoo vergrößert werden.
In einer begehbaren Voliere im Australien-Bereich ist eine ungehinderte Sicht auf Wellensittiche, Nymphensittiche, Pennantsittiche, Singsittiche, Jägerlieste und Parmakängurus möglich. Außerdem finden sich an einem Gebäude in der Voliere einige Terrarien mit Australischen Gespensterschrecken und Geckos und das Gehege der Arguswarane. Die Anlage ist barrierefrei und kann ohne Hindernisse mit dem Rollstuhl befahren werden.
Im zweitgrößten Tiergarten-Bereich, dem Eurasien-Bereich, finden sich viele heimische Tierarten. Das Rudel der Eurasischen Wölfe erhielt im Frühjahr 2017 eine 2400 m² große Freianlage. Außerdem leben hier Europäische Uhus, Formosa-Muntjaks und Meerschweinchen. Besondere Perspektiven auf die Wolfsanlage erhält man im Erdhaus, welches sich in einem Hügel verbirgt. Außerdem lässt sich hier die unterirdische Fauna erkunden. So leben in einem Terrarium etwa Feuersalamander und Ratten besiedeln eine nachgebaute Kanalisation. Angrenzend an die Anlage findet sich eine begehbare Eurasische Waldanlage, die neben Mufflons auch Damhirsche zeigt. Auch das Europäische Wildschwein kann hier in einem separaten Gehege von einem erhöhten Steg beobachtet werden. Ebenfalls angrenzend findet der Besucher eine Anlage, die Waschbären und Ursons beherbergt.
Den größten Bereich bildet der Bauernhof, der Glanrinder, Bunte Bentheimer Landschweine, Thüringer Waldziegen und Süddeutsche Kaltblüter zeigt. Eine neue Streichelanlage wurde 2017 eingerichtet. Frei im Tiergarten lebend findet sich, zumeist in der Nähe des Bauernhofs, der Westfälische Totleger, eine vom Aussterben bedrohte Hühnerrasse. Im April 2017 wurde ein 450 m² großer Hühnerhof eingeweiht, der im Stil einer rheinhessischen Hofreite, verschiedene Hühnerrassen beherbergt. Das zoopädagogische Konzept des Hühnerhofes ist es, „die Entwicklung vom Ei zum Huhn greifbar und anschaulich darzustellen.“ In der Anlage finden sich neben Hühnern auch Kaninchen, Frettchen und Vietnamesische Hängebauchschweine. Auch Zwergzebus, Shetland-Ponys und Thüringer-Waldesel leben im Bereich des Bauernhofs.
Eine Erweiterung der Bauernhof-Anlage ist in der Nähe des Eingangs, welcher derzeit (Januar 2022) neu gebaut wird, geplant: Auf der Fläche der ehemaligen Mähnenspringer-Anlage soll die Streichel-Anlage erweitert werden.
Weitere Tier-Gehege befinden sich im Bereich der tiergarten-Mitte um den See. Zwischen dem dortigen Tiergarten-Café und dem Spielplatz befindet sich eine begehbare Voliere für Meerschweinchen. Der Besucher findet in der Anlage einen kleinen Pfad vor, welcher zum Stall der Tiere führt. Zu seiner Linken sieht er dann die Außenanlage der Sumpfmeerschweinchen mit Teich; rechts leben die Hausmeerschweinchen. Im Zentrum der Voliere befinden sich außerdem Sitzmöglichkeiten für die Besucher. Im See in der Mitte des Parks leben zahlreiche Wasservögel und Sumpfschildkröten, welche laut Lageplan eigentlich zum Südamerika-Bereich gehören. Das Problem des illegalen Aussetzens von Schildkröten durch Privathalter, die ihr Tier loswerden wollen, spricht der Tiergarten auf einer Infotafel an. Diese weist außerdem auf das sogenannte „Strandbad“ hin, welches, als Sandstrand gestaltet, den Landbereich der Schildkröten darstellt.

### Weitere Einrichtungen und pädagogisches Programm
Dem zoopädagogischen Anspruch wird der Tiergarten mit Angeboten seiner Tiergartenschule gerecht, die regelmäßig verschiedene Veranstaltungen, zum Beispiel „Workshop Tierbeschäftigung“, anbietet. Hier können Kindergarten- oder Schulgruppen altersgerechte Themen zur Tier- und Pflanzenwelt erfahren. Zu den jährlichen Veranstaltungen gehören u. a. das Stabausfest, die Wolfsnächte, Mittsommernachtsführungen und das Sommerfest. Miriam Schall hat die Leitung der Tiergartenschule inne.
Außerdem existiert ein Spielplatz, ein Kiosk, eine Hütte mit Getränke- und Snack-Automaten und das Tiergarten-Café, welches, auch als Restaurant am See bekannt, derzeit (Jan. 2022) renoviert wird.
Ebenfalls vorhanden ist eine Kindereisenbahn namens Emma, die jedoch nicht durch den Park führt, sondern eine Rundfahrt auf der zentralen Wiese des Tiergartens macht.